# Храм преподобного Сергія Радонезького на Солом'янці
Це́рква преподо́бного Се́ргія Ра́донезького (на Соло́м'янці) — мурована церква у Солом'янському районі Києва. Парафія належить до Солом'янського благочиння УПЦ (МП). Престольне свято — 18 липня.

## Проектне рішення

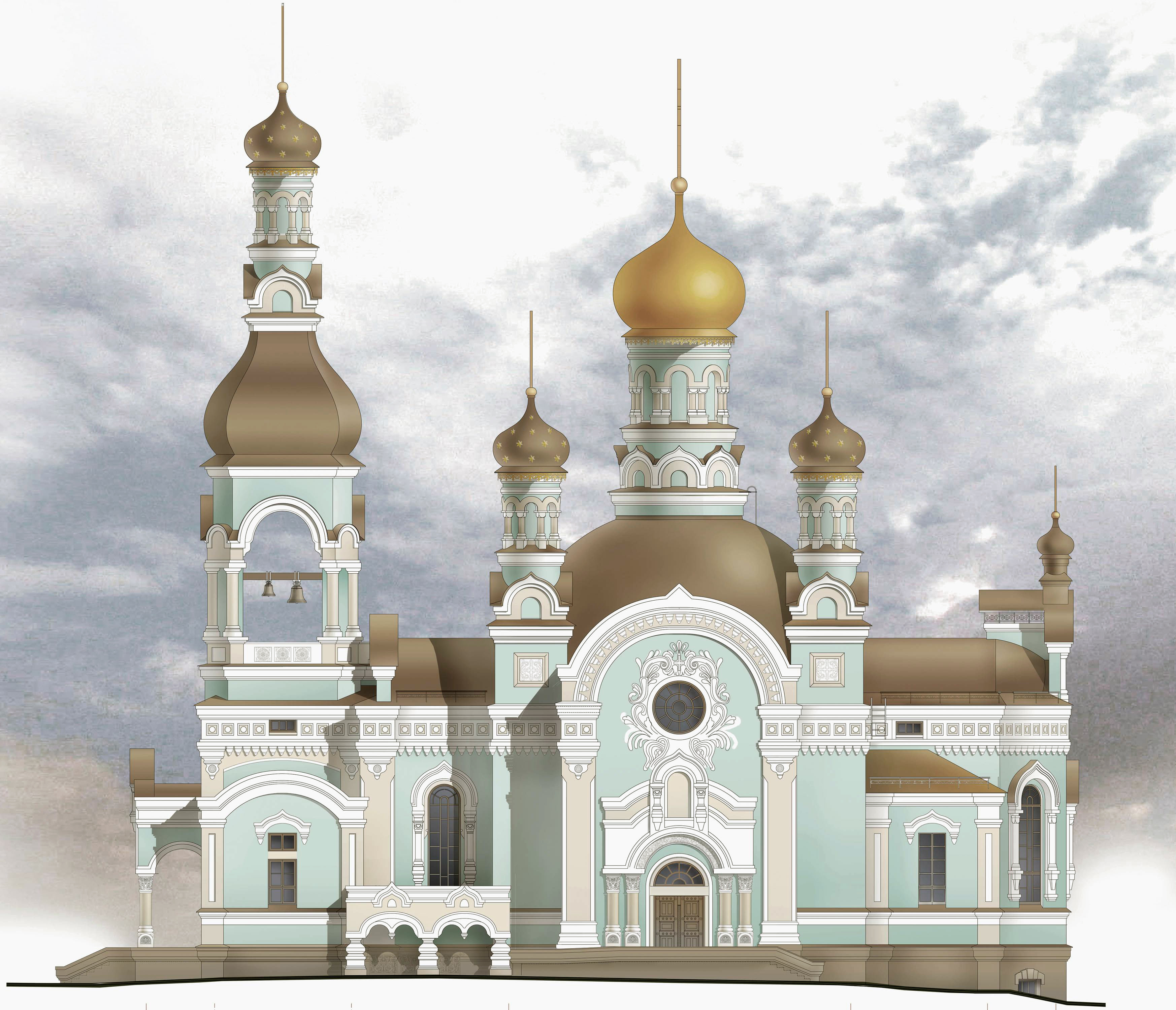
Проєкт. Фасад з вулиці Уманської. 2005 рік

Будівництво церкви ведеться з 2007 року за адресою: вулиця Уманська, 14. Церква є частиною комплексу, розташованого в зеленій зоні, що примикає до парку «Супутник». До складу комплексу входить дерев'яня церква, службовий корпус з недільною школою, церковно-причтовий будинок, господарські будівлі, альтанки.
Основна церква на честь ікони Божої Матері, у плані хрестово-купольна, завершена п'ятьма куполами, розрахована на 190 парафіян. 
У цокольному поверсі розташовується нижня церква на честь благовірного князя Олександра Невського на 130 парафіян. Над головним входом влаштована дзвіниця. 
Архітектура церкви виконана у еклектичному псевдоросійському стилі. Архітектор О. Калиновський, за участі В. Ісака, Р. Канюки.

## Історія
Митрополит Володимир (Сабодан) освятив місце під будівництво церкви 1 серпня 2003 року. 18 липня 2009 року він же освятив дерев'яну церкву на честь ікони Божої Матері: «Всіх скорботних Радість», у якій регулярно, в недільні та святкові дні, відбуваються богослужіння.

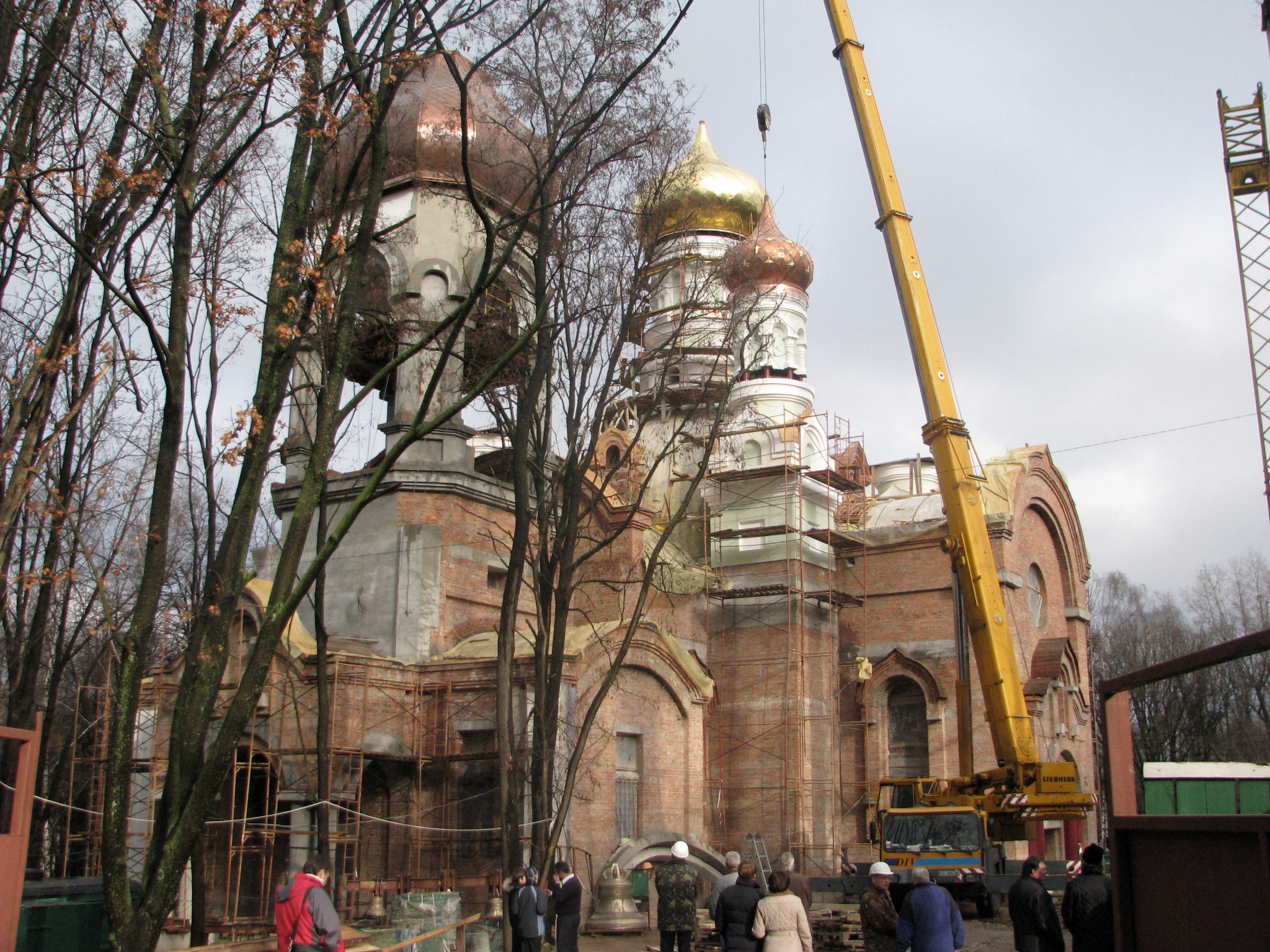
19 листопада 2010 року. Освячення та встановлення куполів

З жовтня 2009 року при церкві розпочала свою роботу Недільна школа для дітей та батьків.
19 листопада 2010 року відбулося освячення та встановлення куполів на церкві. Освячення здійснив настоятель церкви архімандрит Філарет (Кучеров).
18 липня 2012 року Блаженніший Митрополит Володимир освятив дев'ять накупольних хрестів для головної парафіяльної церкви преподобного Сергія Радонезького.
27 квітня 2013 року Предстоятель УПЦ освятив великий дзвін дзвіниці церкви.
18 липня 2013 року, в день пам'яті преподобного Сергія Радонезького, була звершена перша божественна літургія в нижній церкві на честь благовірного князя Олександра Невського.
17 листопада 2019 року, з благословення Блаженнішого Митрополита Київського і всієї України Онуфрія, митрополит Бориспільський і Броварський Антоній у співслужінні єпископату і духовності церкви та м.Києва звершив чин великого освячення нижньої церкви на честь благовірного князя Олександра Невського.

## Настоятель
- Протоієрей Ярослав Шовкеник

## Зображення

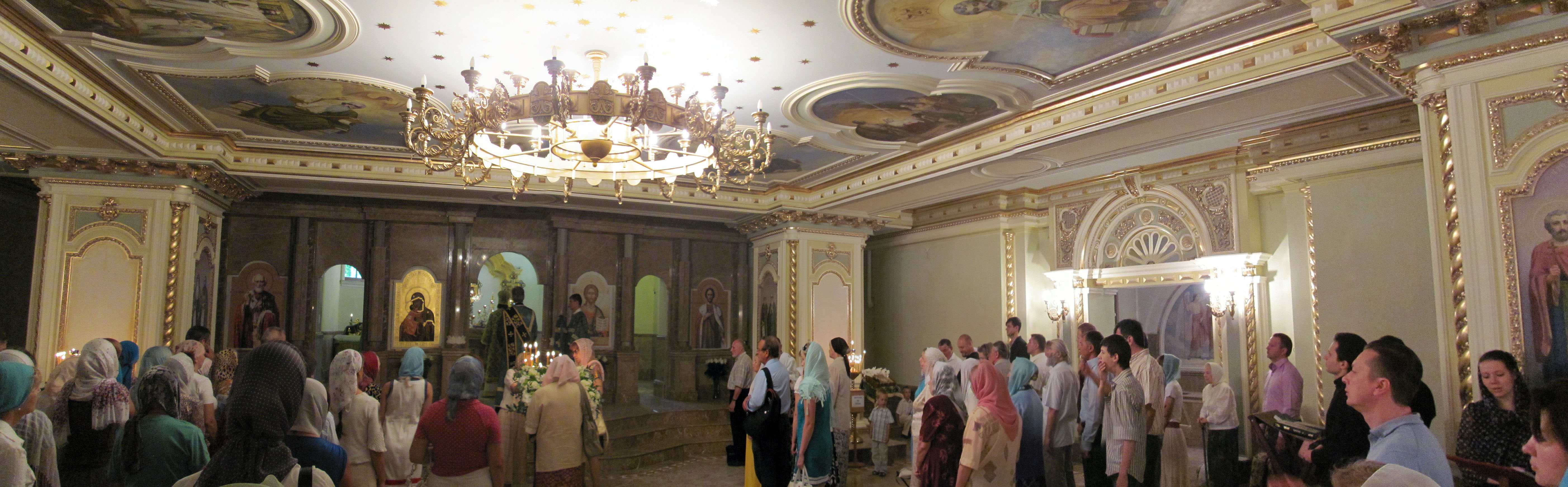
18 липня 2013 року. Перша божественна літургія в нижній церкві на честь Олександра Невського.
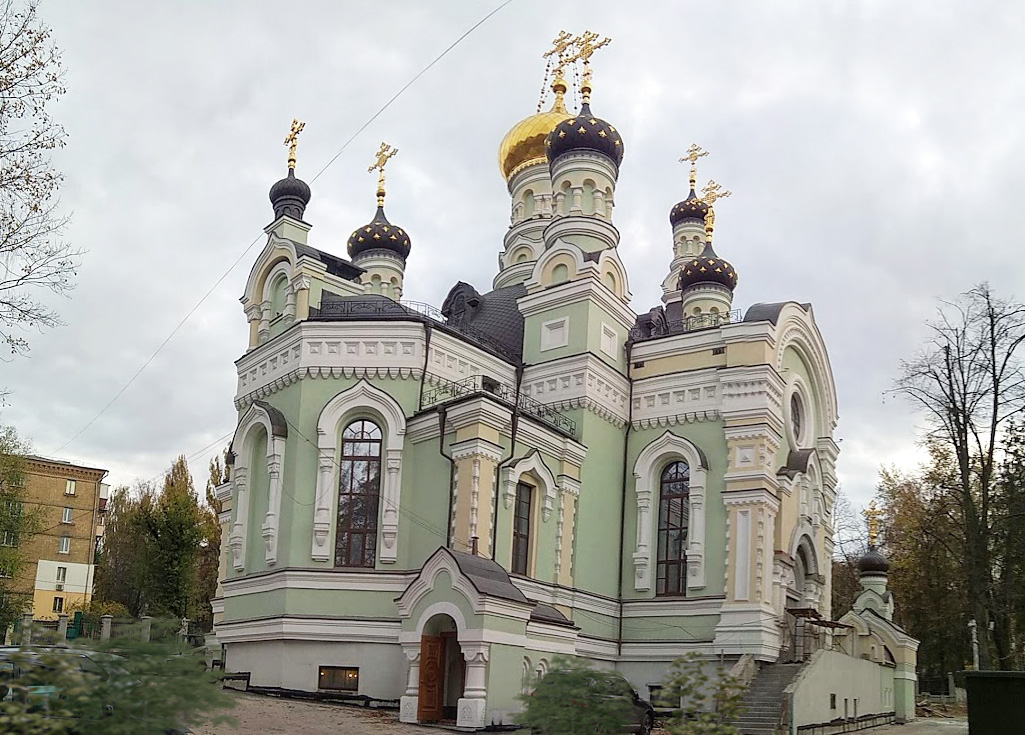
Вид на вівтар
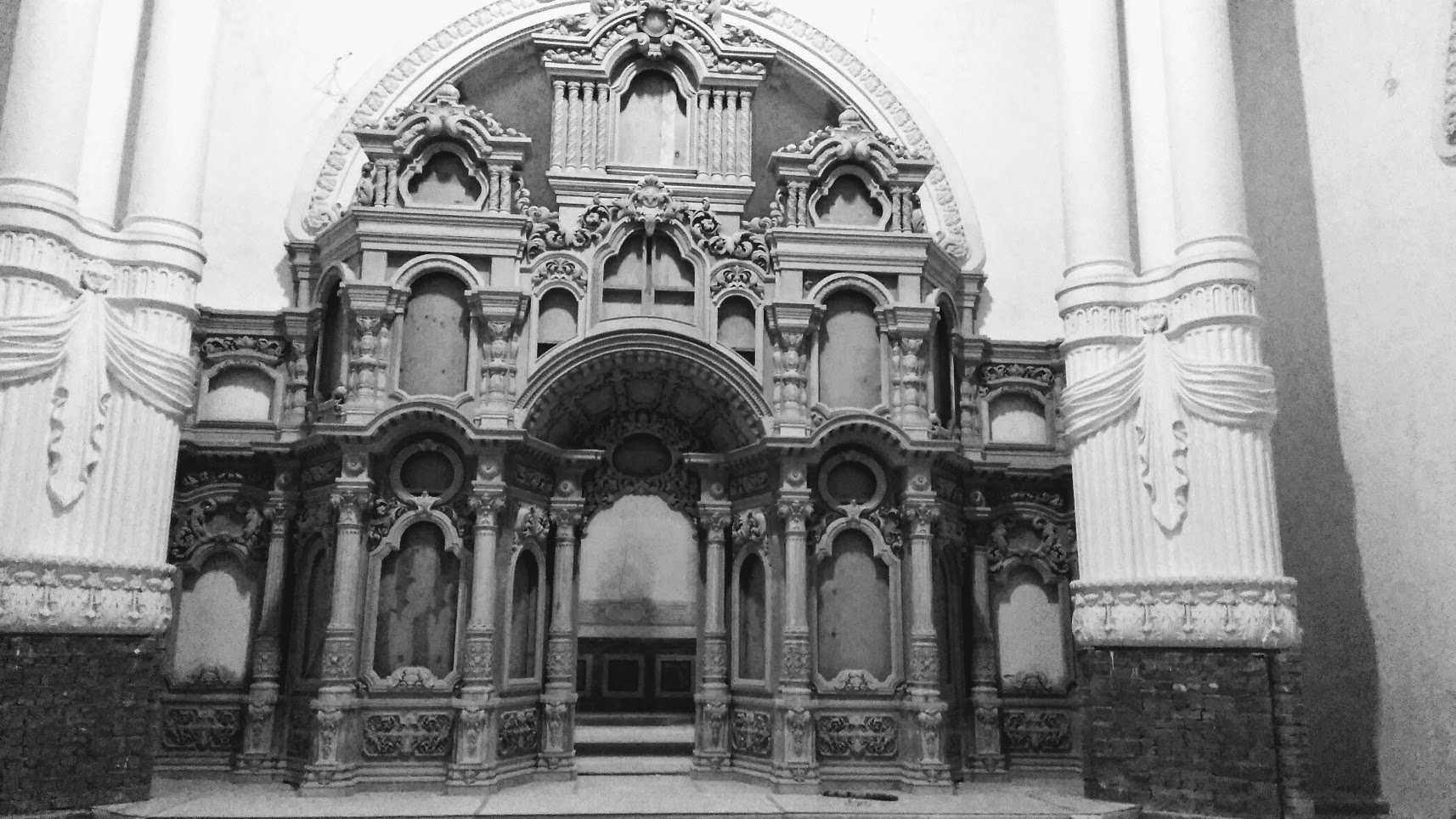
Будується іконостас Сергія Радонезького
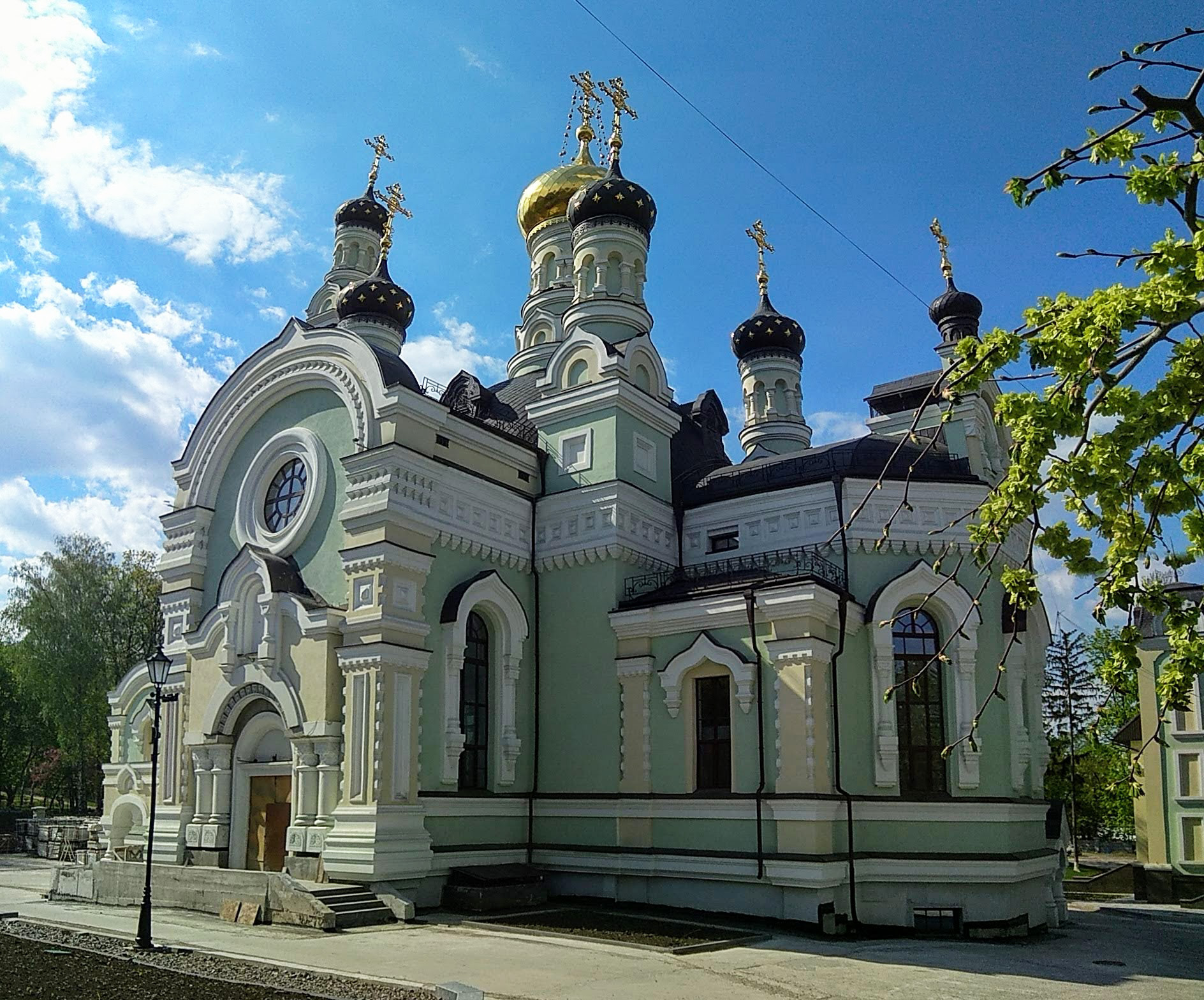
Вид на церквуз вулиці Уманської